# Ullal
Ullal là một thị xã panchayat của quận Dakshina Kannada thuộc bang Karnataka, Ấn Độ.

## Địa lý
Ullal có vị trí 12°48′B 74°51′Đ / 12,8°B 74,85°Đ Nó có độ cao trung bình là 5 mét (16 feet).

## Nhân khẩu
Theo điều tra dân số năm 2001 của Ấn Độ, Ullal có dân số 49.862 người. Phái nam chiếm 49% tổng số dân và phái nữ chiếm 51%. Ullal có tỷ lệ 73% biết đọc biết viết, cao hơn tỷ lệ trung bình toàn quốc là 59,5%: tỷ lệ cho phái nam là 77%, và tỷ lệ cho phái nữ là 69%. Tại Ullal, 13% dân số nhỏ hơn 6 tuổi.